# Филипп I (маркграф Бадена)
Филипп I Баденский (6 ноября 1479 — 17 сентября 1533) — маркграф Бадена в 1515—1533 годах. Также был губернатором второго Имперского правительства в 1524—1527 годах.

## Биография

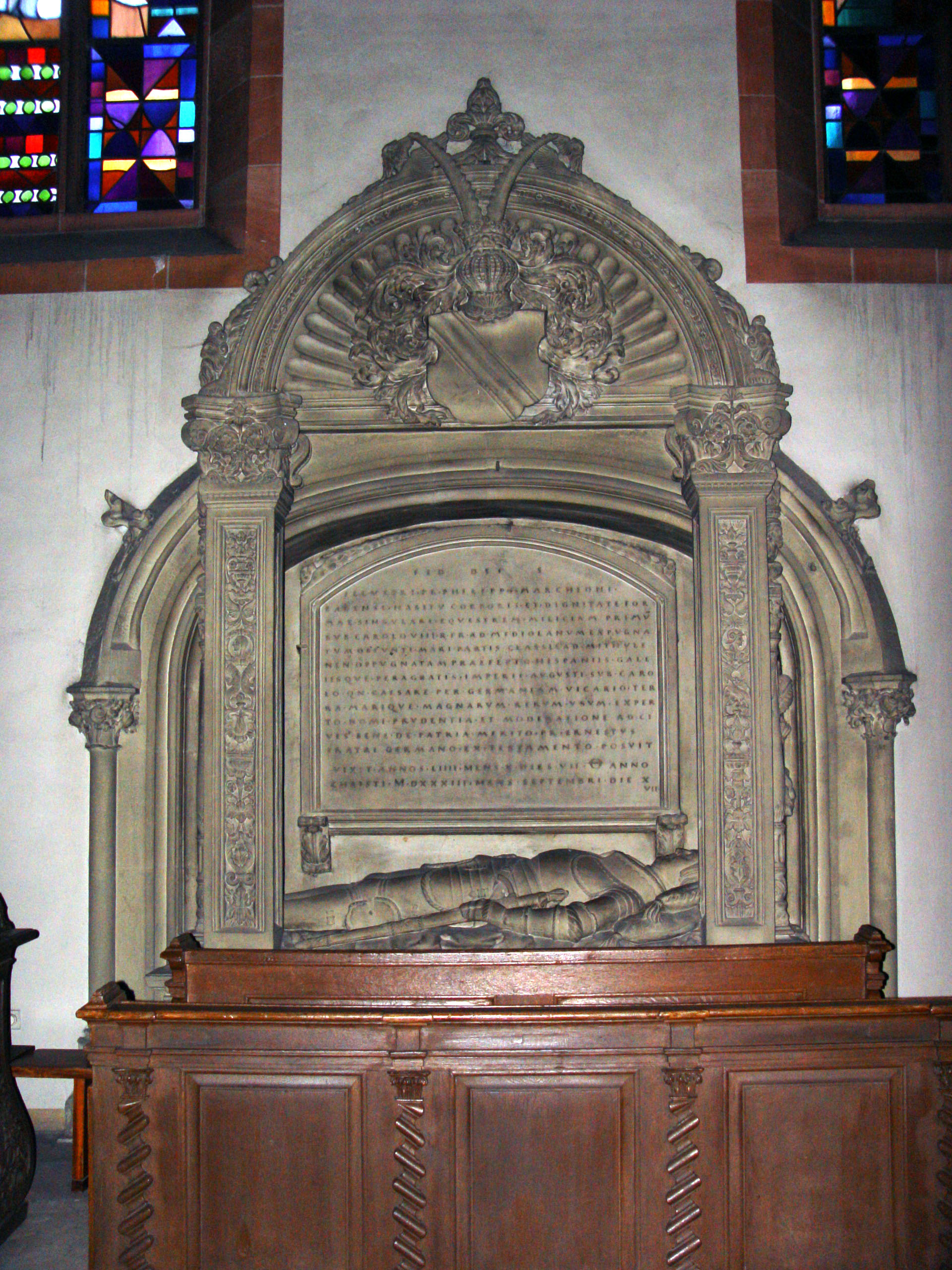
Надгробие Филиппа I Баденского

Филипп был пятым сыном маркграфа Бадена Кристофа I и Оттилии фон Катценельнбоген. Его отец хотел избежать разделения маркграфства и, считая Филиппа наиболее подходящим для правлению из всех своих сыновей, желал, чтобы именно Филипп унаследовал все территории. Его супругой Кристоф видел Жанну — наследницу маркграфа Филиппа Хахберг-Заузенбергского из младшей ветви Баденского дома: так Филипп стал бы владыкой ещё более значительной территории. План провалился из-за сопротивления французского короля.
Из-за возражений братьев Филиппа, Кристоф дважды изменял своё завещание. Брат Филиппа Бернхард III унаследовал владения на левом берегу Рейна, брат Эрнст унаследовал владения Хахберг, Узенберг, Заузенбург, Рёттельн и замок в Баденвайлере.
Филипп сражался на стороне Франции в Итальянских войнах. В 1501 году он командовал кораблём французского флота, который поддерживал Венецию в войне против турок.
Во время правления Филипп столкнулся с волной крестьянских восстаний по всей южной Германии. Крестьяне из союза «Башмака» и позже под руководством Йоса Фрица боролись за свои права. Это часто приводило к злоупотреблениям и насилию. Мятежники прошли через Дурлах к монастырю Готтесау, который был разграблен и полностью разрушен на глазах у маркграфа. Он ответил нападением на дома мятежников, например, в Бергхаузене были сожжены три дома. Настоящей целью же была территория епископа Георга Шпейерского, который в конце концов был вынужден искать убежища при курфюршеском дворе в Гейдельберге. Лишь в 1525 году курфюрсту Людвигу V и его армии удалось положить конец мятежу. 25 мая 1525 года Филипп I заключил Ренхенский договор со своими крестьянами.
Он умер в 1533 году не оставив наследников мужского пола. Из его шестерых детей только его дочь Мария Якоба Баденская (1507—1580) пережила его. В 1522 году она вышла замуж за герцога Вильгельма IV Баварского. Два его брата, Эрнст и Бернхард III, поделили его территории между собой — получившиеся в результате маркграфства Баден-Дурлах и Баден-Баден были воссоединены лишь в 1771 году.
Могила Филиппа I находится в коллегиальной церкви Баден-Бадена. Она украшена его скульптурой в натуральную величину в полном вооружении, но без шлема. Надгробие было заказано в 1537 году Кристофом фон Урахом.

## Брак и дети
3 января 1503 года Филипп женился на Елизавете Пфальцской (1483—1522), дочери курфюрста Филиппа Пфальцского. У супругов было шестеро детей, однако выжила лишь старшая дочь:
1. Мария Якоба Баденская (1507—1580), c 1522 года замужем за герцогом Баварии Вильгельмом IV (1493—1550)
2. Филипп (1508—1509)
3. Филипп Якоб (род. и ум. 1511)
4. Мария Ева (род. и ум. 1513)
5. Йохан Адам (род. и ум. 1516)
6. Макс Каспар (род. и ум. 1519)